# 機動戦士ガンダムSEED DESTINYの登場人物

機動戦士ガンダムSEED DESTINYの登場人物（きどうせんしガンダムシード デスティニーのとうじょうじんぶつ）では、アニメ『機動戦士ガンダムSEED DESTINY』に登場する架空の人物を列挙する。
前作『機動戦士ガンダムSEED』から引き続き登場している人物は、『機動戦士ガンダムSEEDの登場人物』および各人物の項を参照。

## プラント / ザフト

### ミネルバクルー

#### シン・アスカ
声 - 鈴村健一
『DESTINY』の主人公。『SEED』劇中の地球連合軍によるオーブ侵攻で家族を亡くしたコーディネイターの少年で、2年後の本作ではザフト軍の新造戦艦「ミネルバ」のMS（モビルスーツ）パイロットとして、インパルスガンダムやデスティニーガンダムに搭乗する。

#### ルナマリア・ホーク
声 - 坂本真綾
ミネルバ所属の女性パイロットで、シンやレイの同期生。赤く塗装されたザクウォーリアを愛機とし、シンがデスティニーに乗り換えてからはインパルスのパイロットを引き継ぐ。

#### レイ・ザ・バレル
声 - 関俊彦
ミネルバ所属のパイロット。白く塗装されたザクファントムや、デスティニーの兄弟機であるレジェンドガンダムに搭乗する。前作のラウ・ル・クルーゼと同じくアル・ダ・フラガの遺伝子から生み出されたクローンであり、親のように慕うギルバート・デュランダルが提唱するデスティニープランの実現を望んでいる。

#### タリア・グラディス
声 - 小山茉美
ミネルバの女性艦長。デュランダルとは恋仲であったが、出生率の低いコーディネイター同士の恋愛であったことと、デュランダルのデスティニープランに賛同できず破局した過去をもつ。

#### アーサー・トライン
声 - 高橋広樹
ミネルバの副長で、タリアの補佐役。
人種：コーディネイター、生年月日：C.E.47年1月4日、星座：山羊座、血液型：B型、年齢：26歳、身長：172cm、体重：63kg
黒服の軍人らしい能力をもつ一方で自信や落ち着きに欠け、驚いたり焦ると「えーっ！」と叫ぶ癖がある。モルゲンレーテ社で整備員として働いていたマリュー・ラミアスに見惚れたり、ラクス・クライン（ミーア・キャンベル）のディオキア基地での慰問ライブで興奮するなど、人間味のある姿を見せる。ミネルバの艦橋では、自身の席をもたず艦長席の横で直立しているが、遮蔽モードに移行したときのみ彼の席が出現する。ヘブンズベース攻防戦では、艦長席に座って指揮を執る。メサイア攻防戦での対アークエンジェル戦でミネルバが戦闘不能に陥った際には、タリアから総員退艦の指揮を一任される。
『FINAL PLUS』の終盤では、ほかのクルーたちとともにランチに搭乗して脱出し、崩れ去ったメサイアを見届け敬礼する。
HDリマスター版の後日談では、タリアの遺児であるウィリアムに遺品を届けたあとに、彼の後見人となることを決意。また、再会したアスランがラクス、カガリ、メイリンの3人と男女の仲であったと脱線した方向で解釈するほか、ウィリアムの母への卑屈な態度への悩みを「キラみたい」と呆れられる。
C.E.75年を描いた映画『機動戦士ガンダムSEED FREEDOM』では、「コンパス」少佐として新造艦ミレニアムの副長を務める。ファウンデーション王国軍との決戦に際して、マリューにミレニアムの艦長職を譲ったアレクセイ・コノエが副長に退いた玉突きに巻き込まれ、操艦オペレーターに降格させられる。

#### メイリン・ホーク
声 - 折笠富美子
ルナマリアの妹で、ミネルバの管制官。
人種：コーディネイター、誕生日：C.E.57年6月12日、星座：双子座、血液型：A型、年齢：16歳、身長：160cm、体重：45kg
無邪気な可愛らしさをもつ一方で高度なハッキング能力を有し、有事では優れた機転と度胸を見せる。
ルナマリアを姉として、かつ女性として尊敬する一方で、「ザフトの赤服」であり、社交性・運動神経の優れた姉に劣等感を抱いている面もある（小説3巻・アスランが脱走する際の独白参照）。劇中では、ルナマリアのスカートをこっそり履いてみるもののウエストがはみ出して入らず、八つ当たりでスカートを叩きつける場面がある。外出許可が出た際は街で美容品を大量に購入するなど、ファッションに強い関心を見せている。
ミネルバ着任当初からアスラン・ザラに好意を抱き、ジブラルタル基地では、デュランダルに危険分子とみなされ排除対象とされたアスランを成り行きから手助けする。アスランが奪取したグフイグナイテッドのコックピットに同乗して基地から脱走するも、シンの搭乗するデスティニーのアロンダイトで機体を貫かれ撃墜される。しかしアスランに庇われたことで軽傷で済み、潜伏していたレドニル・キサカに救出されてアークエンジェルに搬送される。
ザフトによるオーブ侵攻戦が始まると、アスランからアークエンジェルからの退艦を薦められるが残留し、エターナルの管制官として停戦まで戦い抜く。
FINAL-PLUS「選ばれた未来」では、オノゴロ島の慰霊碑からアスランと歩く場面が描かれている。また、『スペシャルエディション 完結編 『自由の代償』』では、ザフトの白服を着たキラの側にザフト時の制服で登場する。
『THE EDGE』では、アスラン、シン、ルナマリアが違うものを見ていることを感じ取るほか、アークエンジェルの件で憔悴しきったアスランを気遣ってアークエンジェルがまだ無事という可能性の電文を伝える。
HDリマスターBlu-ray BOX2の特典CD「OMAKE quarters」Vol.2『選んじゃった未来』でのアスランとアーサーの会話から、戦後はアスランとともにオーブ軍に属していることが判明する。※ BOX2ブックレットでのアスランの紹介欄に「メイリンと共にオーブ軍」との記述がある。
『FREEDOM』では、オーブ軍からの出向でアスランと一緒にターミナルに所属し、得意のハッキング作業や、支援機であるキャバリアーアイフリッドのパイロットとして、キラやアスランたちを支援する。
アークエンジェルの管制官ミリアリア・ハウと、キャラクターソング「Please」を出している。
『愛と戦いのロボット 完全保存版』で発表されたアンケート「みんなで選ぶロボットアニメーションベスト100」では、「一番お気に入りのヒロインは？」で第73位にランクインした。

#### ヴィーノ・デュプレ
声 - 小田久史
シンの友人で、ミネルバの整備員。
髪の赤いメッシュが特徴で、同じ整備員仲間であるヨウランとよくつるんでいる。
シンが脱走したアスランとメイリンの搭乗するグフイグナイテッドを撃墜したことには納得しておらず、不平を漏らしてヨウランに制止される。
『THE EDGE』では、レクイエムとデスティニーの違いに言及したシンに対し「大違いだよ！デスティニーが討たれたらシンが死ぬだろ！」と答え、戦闘に疲弊しながらも仲間を思う描写が追加されている。
レクイエム攻防戦でミネルバが航行不能となった際の生死は不明だったが、『FINAL PLUS』の追加場面では脱出艇に乗っている彼の姿が確認できる。

#### ヨウラン・ケント
声 - 杉田智和（テレビ版）、浪川大輔（スペシャルエディション）
ヴィーノの相方である、浅黒い肌のミネルバ整備員。
第1話で誤ってステラの胸を掴んだシンのことを「ラッキースケベ」とからかう。第5話のユニウスセブン落下テロ事件の際には「（ユニウスセブンが地球に落ちるのは）しょうがないっちゃしょうがない」「不可抗力」などと不謹慎かつ心ない発言をし、カガリの怒りを買う。
ミーアが扮したラクスを気に入っており、「前々から今みたいな方がいいんじゃないかと思ってた」「胸、結構あんのなー。今度のあの衣装のポスター、俺、絶対欲しい」と発言する。婚約者とされるアスランに嫉妬し、「（わざと整備不良を起こすために）セイバーのケーブルの2、3本でも引っこ抜いといてやろうか」などと、これまた不謹慎な発言もする。
シンが脱走したアスランたちを撃墜したことにヴィーノが不満を漏らそうとしたのに対して、「そのことは言うな」と制止する。
レクイエム攻防戦でミネルバが航行不能となった際は生死不明となり、『FINAL PLUS』でも生存している描写が描かれていない。

#### ショーン、デイル
ゲイツRのパイロットたち。どちらも顔や人物像の描写はない。
ショーンはカオスに、デイルは隠れていたところをアビスによってそれぞれ撃墜される。

#### マッド・エイブス
声 - 楠大典
ミネルバのメカニックチームのリーダー。

#### チェン・ジェン・イー
声 - 泰勇気
ミネルバのブリッジ要員で、火器管制担当。

#### バート・ハイム
声 - 野島健児
ミネルバのブリッジ要員で、索敵担当。

#### マリク・ヤードバーズ
声 - 諏訪部順一
ミネルバの操艦担当。

#### ハイネ・ヴェステンフルス
声 - 西川貴教
ミネルバに配属されたFAITH所属のMSパイロット。本編（回想を除く）第9,19,21〜23話、OP2,4クール、ED2〜4クールに登場する。
人種:コーディネイター、生年月日:C.E.52年9月19日、年齢:21歳、血液型:A型、身長:178cm、体重:63kg、異名:緋蝶のハイネ
第二次ヤキン・ドゥーエ攻防戦に参加したエースパイロットであり、フォックストロット・ノベンバーでは、パーソナルカラーのオレンジ色に塗装された専用のブレイズザクファントムで多大な戦果を挙げ、この功績からFAITHに選出されている。前作に登場するミゲル・アイマンはハイネにあやかり、自機のパーソナルカラーを同じオレンジ色に染めていた。
デュランダルの護衛としてディオキアに向かった際、愛機のグフイグナイテッドごとミネルバに配属され、シンたちの指揮を執るようになる。その気さくな態度でシンたちとすぐにうち解ける一方で、戦いに関してはシビアな一面を持ち合わせており、オーブとの戦いに迷うアスランに「割り切れよ…今は戦争で俺たちは軍人なんだからさ。でないと、死ぬぞ」と、現実を直視するよう忠告する。ボスポラス海峡の戦闘ではステラの搭乗するガイアを圧倒するが、キラのフリーダムの乱入により戦闘能力を奪われ、ガイアのグリフォンブレイドで背後から乗機を両断され戦死する。死後は彼を慕う者が部隊にかかわらずザクウォーリアの右肩を橙色に塗装したオレンジショルダー仕様にし、本編ではジュール隊所属として第44話の第1次レクイエム攻防戦などに登場する。それについてのキャッチコピーは、「オレンジショルダーは同志の証し」。
福田監督のインタビューでは「ハイネはシンとアスランをつなぐ重要な役」と語られていた。
『DESTINY』の小説版や漫画版ではハイネが戦死する状況が異なっており、小説版ではアスランをガイアのビームサーベルから、高山版の漫画ではシンをガイアの放つビームライフルから庇い戦死する。『THE EDGE』ではテレビ版と同じくガイアのグリフォンブレイドで死亡する。登場の仕方もそれぞれ異なっており、『THE EDGE』ではハイネ隊の部下数名ごとガルナハン基地攻略戦に参加したのちにジュール隊に配属され、目立った戦死者や被害のない状態で終戦まで戦い抜く。小説版ではディオキアでデュランダルを護衛後にミネルバに配属される。
ハイネ専用デスティニーの開発プランでは、デスティニーを主力MSとして効果的に運用するための特殊部隊「コンクルーダーズ」の一員に選ばれ、専用デスティニーのVPS装甲もオレンジ色に調整された。しかし、MS完成直前にハイネが戦死したため、計画はすべて中断される。
名前のハイネ (Heine) は、声優を務めた西川貴教 (T.M.R) がバンド「Luis-Mary」に所属していたときに名乗っていた「灰猫 (Haine)」に由来している。名字のヴェステンフルス (WestenFluss) は、ドイツ語で「西川」の直訳。
『愛と戦いのロボット 完全保存版』で発表されたアンケート「みんなで選ぶロボットアニメーションベスト100」では、「一番カッコイイヒーローは？」で第94位にランクインした。

#### アビー・ウィンザー
声 - 根谷美智子（テレビ版）、戸松遥（『SEED FREEDOM』）
脱走したメイリンに代わるミネルバの通信士兼MS管制担当。メイリンに比べて実戦慣れしておらず、クルーの要求に応えきれない部分がある。
『FREEDOM』では、ミレニアムのオペレーターとしてコンパスに所属する。

### その他

#### ギルバート・デュランダル
声 - 池田秀一
プラント最高評議会議長。議会では穏健派として知られているが、人間の遺伝子ごとに適合した職や役目を割り振る自身の思想「デスティニープラン」の成就を目指して暗躍する。

#### キングT@KED@
声 - 竹田青滋（毎日放送プロデューサー）
ミーアのマネージャー。
いつもサングラスをかけており、関西弁で話す。ディオキア基地でミーアが慰問コンサートを行った際は、ライブ仕様のザクウォーリアを演出する。ミーアがラクスの影武者だという真実を知っており、アンドリュー・バルトフェルドとラクスがシャトルを乗っ取ったときには、思わずその真実を暴露しかけてミーアの顰蹙を買う。
ディオキアのコンサートでは本物のラクスが来てザフト軍兵士たちにミーア風に挨拶をして激励する対応をし、随伴のバルトフェルドがキングT@KED@の変装しものまねで関西弁を話している。
ミーアの死後の動向は不明。

#### グラスコー
声 - 西前忠久
ラクスとバルトフェルドのシャトル強奪事件の調査を専任された部隊長。コロニー・メンデルでラクスらの動向を察知し、ザクウォーリアやグフイグナイテッドなどのMS25機とナスカ級3隻の艦隊で挑むも、駆け付けたキラのストライクフリーダムの活躍で部隊は壊滅する。

#### サトー
声 - 山口太郎（テレビ版）、中多和宏（『STARGAZER』・スペシャルエディション）
ユニウスセブン落下テロ事件を主導するザフト脱走兵のテロリスト。
血のバレンタイン事件で恋人のクリスティを亡くし、第1次連合・プラント大戦では戦友のアランも亡くしたことで、ナチュラルを激しく憎悪している。そのため、停戦を維持しようとするプラントの政策を認めず、コーディネイターを新たな種と考えてナチュラルを滅ぼそうというパトリック・ザラの考えに賛同している。同様の考えをもつ脱走兵仲間たちと共謀して、血のバレンタイン事件の現場であるユニウスセブンを地球へ落下させ、地上のナチュラルの抹殺を企てた。
仲間とともに黒系統で塗装されたジンハイマニューバ2型に搭乗し、ユニウスセブンを破砕しようとしたザフト部隊への妨害を行う。自身は破砕作業とその妨害排除に従事していたシンとアスランを襲撃するが、アスランを道連れに狙った行動はシンによって防がれ、自身も地球へ落下するユニウスセブンの残骸に激突して死亡する。
ユニウスセブン落下阻止部隊の中にパトリックの息子であるアスランがいることは知らなかったが、サトーの発言はアスランに衝撃を与えザフト軍への復隊の大きな要因になる。
ＴＶ版のサトーのセリフには鬼気迫るものがあるが、スペシャルエディション版では、ＴＶ版とほぼ同じセリフであるものの、再録したためか演技のテンションがやや下がってしまっている。
『機動戦士ガンダムSEED DESTINY ASTRAY』では、血のバレンタイン事件で娘を亡くしたテロリストとして描かれている。

#### マール
整形する前のミーアのマネージャー。

#### サラ
声 - 山田美穂
ミーアのマネージャーで、デュランダルが派遣した暗殺部隊の一員でもある。
本物のラクスの介入によってオーブを批判する演説に失敗したミーアに付き添う。その後、コペルニクスの別邸で彼女を言葉巧みにそそのかして、暗殺するよう仕向ける。その後、待ち伏せした野外コンサートホールでラクスに同行していたアスランたちと衝突し、手榴弾でミーアもろとも始末しようとするが、逆に撥ね返されて足元で爆発し、重傷を負う。直後にラクスを撃とうとするが、気づいたミーアが庇って失敗。自身もアスランに止めを刺される。

#### ミーア・キャンベル
声 - 田中理恵
ラクス・クラインに瓜二つの容姿をもつ少女。
人種：コーディネイター、生年月日：C.E.56年7月2日、星座：蟹座、血液型：O型、年齢：17歳、身長：160cm、体重：47kg
瓜二つなのは整形手術によるもので、本来の素顔は細目のそばかす顔で、頭髪も紫が掛かった灰色である。整形後の髪はラクス以上にピンクが強いストレート系の毛質をしており、髪飾りも星型のデザインとなっている。生来から本物を上回るバストサイズであったがこちらは矯正をうけておらず、コスチュームも本物以上に露出度の高いハイレグとなっている。性格は天真爛漫で快活。自身もラクスの大ファンで、コンサートでは本物の持ち歌をアップテンポにアレンジしたものを歌唱している。所持しているハロは赤く、英語で会話する。
整形前からラクスと同じ声質であったことから、デュランダルにプロパガンダ要員としてスカウトされ、本物のラクスに扮して活動することになる。替え玉であるが本物のラクスに勝るとも劣らない力を持ち、プラント市民の心を掴んだ。
ラクスの婚約者だったアスランには、演技以外の個人的興味と憧れを抱いており、ディオキアのホテルで寝泊りしていたアスランにベビードール姿で夜這いをかけ、キスを迫ったりもする。
オーブとザフトの激戦のあとにテレビ放映されたカガリの演説に対抗するためにオーブを批判する演説を行うが、本物のラクスの電波ジャックで乱入されたことによって失敗した結果、デュランダルによってコペルニクスで軟禁生活を強いられることになる。その後、側近兼監視役のサラからラクスの暗殺をそそのかされ、助けを求める手紙を付けた赤いハロでラクスを誘き寄せようとするが「敵である自分に助けを求めるのはおかしい」と看破したラクスがアスランたちのもとに行ったことで動転。ラクスに銃を向けるもアスランによって阻止され、ラクスの言葉によって自身の行為を過ちと認め和解する。しかし、その場に乱入したサラ率いる暗殺部隊とキラたちとの銃撃戦後、瀕死の状態であったサラが放った銃弾からラクスを庇い、致命傷を負う。最期は憧れていたラクスとアスランに看取られながらこと切れる。死後にラクスが発見した遺品の日記から、ミーアの歌への思いやラクスへの感情が判明した。遺体はアスランたちによってアークエンジェルへと移送され、質素ながらも告別式が執り行われる。
小説版ではラクスによるディオキア基地のシャトル強奪事件で、シャトルに「本物のラクスがいる」と認識した際に彼女への憧れを覗かせる。しかし、それと同時に現在の自身が受けている名声や歓声を奪えるのもラクスであるということに思い至り、さらにその歓声を奪い取った自分をラクスが許すはずがないとの強迫観念も重なり、ラクスへの恐怖を急激に自覚する。アスランがジブラルタル基地で逃亡を図った際にも、自身が手にしていた歓声を失うことを恐れるあまり逃亡を拒否するという葛藤が描かれた。また、アスランに対してもラクスと並行して憧れていたことが描かれている。
『THE EDGE』ではアークエンジェルを討たれたことで傷心状態になったアスランに気を持ち直してもらおうとシャトルの件を伝え、少なくともラクスだけはアークエンジェルにいないから無事と伝えるが、逆にそれがラクスも死んだと思わせれば都合が良いというデュランダルの思惑にアスランが気付く結果となる。

#### ヨアヒム・ラドル
声 - 高塚正也
マハムール基地の司令官。
ガルナハン解放戦で、ラドル隊旗艦デズモンドに乗艦し、ミネルバと共同で作戦を成功させる。

#### ヨップ・フォン・アラファス
声 - 吉田尚記
ラクス・クライン暗殺計画の実行部隊アッシュ隊の隊長。監督によると、その技量はアニメ『ケロロ軍曹』のケロロ小隊と同等であるとされる。
プラント本国でも配備が遅れている最新型MSアッシュを駆ってアスハ邸に攻撃を仕掛ける。ラクスらを地下のシェルターに追い詰めるものの、キラのフリーダムによって部下たちを無力化され、自身の機体もミサイルポッドと四肢を破壊され行動不能となる。直後に部下ともども機密保持のため機体ごと自爆死する。これらの行動やデュランダルがラクスの偽物としてミーアを立てていたことが、キラがザフトへの不信感を抱く要因となる。
原作本編中では名前を呼ばれないが、エンディングのクレジットにはフルネームが記されている。

#### ウィラード
声 - 西村知道
ウィラード隊の隊長。任務に忠実な性格でユーレンベックに搭乗してエンジェルダウン作戦の指揮を担う。司令部からの命令は「撃破」であるにもかかわらずアークエンジェルに投降を呼びかけたタリアを非難し、アークエンジェルへの攻撃続行を命じる。
フリーダムとアークエンジェルの伝説的強さを知っており、さすがは音に聞こえたフリーダムとアークエンジェルと称している。

### 前作からの登場人物（プラント / ザフト）

#### イザーク・ジュール
声 - 関智一
ザフト軍ジュール隊隊長で、前作ではアスランと同じ「クルーゼ隊」所属として地球連合から奪取したデュエルガンダムに搭乗していた。本作では白服へと昇格しつつパイロットを続けており、青い専用ザクファントムや白い専用グフイグナイテッドを駆る。

#### ディアッカ・エルスマン
声 - 笹沼晃
イザークやアスランの同期であるジュール隊隊員で、前作ではクルーゼ隊員としてバスターガンダムに搭乗していた。赤服だった前作とは異なり、一般兵士と同じ緑の軍服を着用している。搭乗機はガナー装備仕様の通常型ザクウォーリアや黒いザクファントム。

## 地球連合軍

### イアン・リー
声 - 西前忠久
地球連合軍第81独立機動群「ファントムペイン」に所属する宇宙戦艦ガーティ・ルーの艦長。階級は少佐。
上官の命令に忠実な職業軍人で、直属の上司であるネオを補佐する。アーモリーワンでのMS奪取作戦に参加し、ミネルバの追撃を受けながらも月基地へ帰投を果たす。
レクイエム攻防戦で、乗艦していたジブリールもろともレジェンドのビームスパイクにブリッジを貫かれ戦死する。
エクステンデッドに対しては、「揺り籠に戻す必要があるパイロット」として、やや否定的な意見を述べている。
小説版ではアニメと同じ役割であるが、ダイダロス脱出の際にはロード・ジブリールに非難の目を向けていた。レジェンドに発見され、対MS戦闘を命じようとした瞬間にブリッジを破壊され戦死する。

### ジョゼフ・コープランド
声 - 楠大典（テレビ版）、中田譲治（スペシャルエディション）
大西洋連邦大統領。
本来は反プラント・反コーディネイター主義ではなかったが、選挙時の自身の支援団体であるロゴスの指示でやむを得ずプラントとの戦争に踏み切る。ロゴスの傀儡という立場であるためか、ロゴス幹部からは大西洋連邦の「小僧」とも呼ばれる描写がある。開戦初頭のプラントへの攻撃が失敗し、戦闘が膠着化するにつれ、ロゴスやジブリールと距離を置き始め、黒海への部隊派遣を断る。
デュランダルによるロゴス打倒宣言からヘブンズベース攻防戦にかけては、大西洋連邦内の反戦気運の高まりから静観していたが、レクイエム攻防戦ではフォーレ防衛の月艦隊を発進させたアルザッヘル基地の司令部で険しい表情を浮かべている姿が確認できるため、あくまで地球連合軍ロゴス派として行動していたと思われる。しかし、ジブリールから「臆病者」と言われていることからコープランド自身はレクイエム発射にはあまり賛同していない様子が窺える。
ジブリールの死後、月面アルザッヘル基地に赴いていた際、カガリのデスティニープラン反対のテレビ演説に影響され、アルザッヘルから残存した地球連合軍月艦隊を出撃させるが、デュランダルによるレクイエムの攻撃を受けて死亡する。
小説版では前半の描写はアニメ本編と大差はないが、戦争に対して積極的ではない一面が強調されている。ロゴスの存在がデュランダルに暴露されると反ロゴスの暴徒から逃れるために姿をくらませたとの記述がある。ダイダロス基地陥落後のデスティニー・プラン発表後に、事実上敗戦した連合軍部がプラントに対する抵抗を示していたことに関して「袂を分かつ」と表現されている。しかし、デュランダルからは「小物」と侮られ、連合の掌握どころか軍部の突出を止める力すらもっていないコープランドには価値がないとして切り捨てられ、アニメ同様の最期を迎える。
スペシャルエディション版では黒海への部隊派遣を断る際の口調が原作以上に辛辣となり、明確にジブリールを罵るような言葉となっている。

### ネオ・ロアノーク
声 - 子安武人
地球連合軍ファントムペイン隊長。顔の上半分を覆う黒灰色の仮面を着用している。
その正体は、前作でドミニオンのローエングリンからアークエンジェルをかばって死亡していたはずのムウ・ラ・フラガであり、宇宙を漂っていたところをジブリールによって救助されて生き延びている。
ジブリールの命令で、ムウとしての記憶はほぼ消去され（断片的には残っており、アラスカの戦闘でスカイグラスパーでアークエンジェルに着艦やドミニオンのローエングリン受け止めなどは完全に残っている）、ネオ・ロアノークとしての記憶を植え付けられる記憶操作が行われている。
年齢も、ネオは本来のムウより生年月日を1年ほど遡らせている。

### イサワ、ハラダ
ファントムペインに所属するダガーLのパイロット。アーモリー・ワンを襲撃し、奇襲とはいえ少数ながらザフトのMS隊を圧倒する。

### ミラー、ジョーン
声 - 杉田智和（ミラー）
ファントムペインに所属するダガーLのパイロット。ミネルバを追いつめるが、両名ともレイに撃墜される。

### ルーカ
小説版2巻に登場する、地球連合軍曹長。
インド洋前線基地に所属し、前線基地建設任務に従事していたが、現地住民を強制徴用して働かせていることに後ろめたさを感じていた。故郷に妻子を残している。
同郷出身者であり、故郷に「エリザベス」という婚約者を残してきているウィンダムパイロットの中尉（なお、アニメでも撃墜時に「エリザベス」と叫んで死亡するパイロットが存在する）と親しい間柄。
ファントムペインにウィンダム部隊が徴用され、インパルスが基地内に侵入すると通常兵器で攻撃するが、返り討ちにあって死亡する。
基地が攻撃された際に逃げようとした現地住民を銃撃した地球連合軍兵士に掴みかかるなど、良識のある人物であった。

### ロード・ジブリール
声 - 堀秀行
前作で死亡したムルタ・アズラエルの後任であるブルーコスモス盟主。
人種：ナチュラル、生年月日：C.E.42年10月1日、星座：天秤座、血液型：A型、年齢：31歳、身長：181cm、体重：70kg
アズラエルの死後に弱体化した組織を立て直している。原因となる描写や解説はないが、アズラエルと同様にコーディネイターを強く憎んでいる。組織の息のかかったコープランドを利用して、「プラン」と呼ばれるコーディネイター殲滅計画を画策していた。世界を裏で操る軍産複合体「ロゴス」のメンバーとしても活動している。第二次ヤキン・ドゥーエ攻防戦で死亡したと思われていたムウを密かに救助し、ネオ・ロアノークとしての記憶を植え付けた張本人。ネオの率いるファントムペインの黒幕的な存在でもある。
ユーラシア西部に私邸を構えており、いくつものモニターが設置された地下の秘密基地でほかのロゴスメンバーと交流している。普段は紳士的な物腰だが、ヒステリックで激昂しやすく、機嫌を損ねると周囲のものに八つ当たりをしたり、保身のために仲間や部下を裏切ったり見捨てるなど、了見が狭く自己中心的。みずから最前線に赴いていたアズラエルとは違い、自身は矢面に立たずに裏で暗躍する姿勢を貫いている。
開戦直後のプラントへの核攻撃に失敗して以降は地球連合内での発言力を失っていき、戦力であるエクステンデッドのひとりであるアウルを失った際には、新たに完成した大型戦略MSデストロイを配備させ、反対運動の強いいくつかの都市を壊滅状態に追い込む。しかし、ベルリンでのザフト・アークエンジェルとの戦いでデストロイは破壊され、ネオも行方不明となり、ファントムペインは事実上壊滅に追い込まれる。
のちに、デュランダルの演説によって自身を含むロゴスの存在やこれまでの所業を暴露されたことで、屋敷を暴徒に襲われて逃走を余儀なくされる。ヘブンズベースで態勢を立て直そうとするが、ヘブンズベース攻防戦で、切り札の量産型デストロイ5機を含む大半の戦力を失い敗色が濃くなると、ほかのロゴスのメンバーを見捨てて潜水艦で脱出する。
オーブのセイラン家に匿われて潜伏するが、それを察知したザフト軍とオーブの戦いに巻き込まれ、ウナト、ユウナらと一緒に脱出する予定であったが、直前に死亡し姿を見せない彼らに業を煮やすと自身の脱出のみを主張してセイラン家専用のシャトルで逃亡。レクイエムを使用するために月面ダイダロス基地にたどり着く。しかし、余裕がなくなっており、真偽は別に反デュランダルを掲げたラクスの演説を聞きコーディネイターであるにもかかわらず味方と思い込み連絡を取ろうと図るが、同時に双方を支持しない意思が表明されたために断念。
ダイダロス到着後に形勢逆転を図るため、レクイエムによってプラントの首都、アプリリウスを攻撃しようともくろむも、ジュール隊の奮闘により照射がずれ、プラント数基を破壊しながらも結果的には失敗する。続けて第2射をもくろむが、デュランダルによりザフト軍のほとんどの戦力が招集され、先陣に立ったミネルバの奇襲に遭い阻止される。形勢が不利と感じ、またも部下を見捨ててガーティ・ルーで脱出を図るが、レイのレジェンドによるドラグーン攻撃で艦橋ごと討たれて消滅死する。
小説版では地球連合軍とプラントの両者の対立を日和見しているロゴスの老人たちに対する苛立ちが強調されている。また、ヘブンスベースやオーブ、ダイダロスからの逃亡の際には自身の安全を最優先にした行動を取りながらも、逃亡の際に協力したオーブ軍人たちやダイダロス基地司令官の打算や保身の姿勢にはうんざりしており、地球とナチュラルの未来から自分は生き延びなければならないとかなり独善的な思考に陥っており、それは死ぬ直前まで変わらなかった。デュランダルからは、「世界の悪意を一身に受け、デスティニープラン導入を促した最も献身的な協力者」と称され、結局アズラエル同様、利用されていただけに過ぎなかった。
一部の漫画版やゲーム『スーパーロボット大戦L』ではシンがジブリールを討つ展開となっており、コミックボンボン版では、シンの乗るデスティニーのビームライフルでレクイエムのコントロール・ルームを貫かれ、死亡（その際自分がデュランダルの掌で踊らされていたことに気づき、愕然としていた）。月刊マガジンZ版では、デスティニーのフラッシュエッジ2がガーティー・ルーのブリッジに直撃して死亡、『スーパーロボット大戦L』では本作のオリジナル組織に見捨てられて逃げようとしたところをデスティニーのフルウエポンコンビネーション（主要武器を使った連続攻撃）で撃墜される。
『愛と戦いのロボット 完全保存版』で発表されたアンケート「みんなで選ぶロボットアニメーションベスト100」では、「一番極悪な悪役・敵役は？」で第28位にランクインした。

### ダイダロス基地司令官
声 - 今村直樹
地球連合軍月面軍事拠点「ダイダロス」基地司令官で、軍内のロゴス・ブルーコスモス派に所属。EDクレジットでは単に「司令官」と表記されている。
連合軍の全方位軌道間戦略砲「レクイエム」を建造し、オーブから逃亡したロード・ジブリールを受け入れ、レクイエムによるプラント本国直接攻撃やダイダロス、レクイエム攻防戦の指揮を執る。「優しい政治家」により自分たちが苦労して築いたレクイエムが死蔵されていた現状に不満をもっていたようで、レクイエムによるプラント攻撃を明言したジブリールを頼もしく思っていた。
しかし、ミネルバのダイダロス攻撃で基地が陥落寸前に陥るとジブリールは降伏宣言と同時にレクイエム発射を命じて、逃亡。自身は命令に従事したが、レクイエム発射直前にシンが破壊した停泊中のネルソン級戦艦の爆発に巻き込まれ、基地司令部ごと消滅死する。

### ロゴスメンバー
画面中に登場するロゴスのメンバーは、アダム・ヴァミリア、アルヴィン・リッター、グラハム・ネレイス、セレスティン・グロート、ダンカン・L・モッケルバーグ、ブルーノ・アズラエル、ラリー・マクウィリアムズ、ルクス・コーラー。
ジブリールおよびブルーコスモスを裏でバックアップしている。このうち、アダム、ダンカン、セレスティン、ネレイス（死亡順）はデュランダルの反ロゴス演説に伴う民衆の襲撃によって死亡。残りのメンバーはヘブンズベース陥落に伴い、ザフトに拘束される。劇中でのその後の消息は不明。

### エクステンデッド
前作に登場したブーステッドマンの後継となる強化兵士。アーモリーワンで試験運用中のザフト軍最新鋭MS「セカンドシリーズ」の奪取任務に従事する。

#### アウル・ニーダ
声 - 森田成一
ファントムペインに所属するアビスのパイロット。陽気な性格だが、任務では冷酷に敵を抹殺する。

#### スティング・オークレー
声 - 諏訪部順一
ファントムペインに所属するカオスのパイロット。エクステンデッドのなかではリーダー的存在。

#### ステラ・ルーシェ
声 - 桑島法子
ファントムペインに所属するガイアのパイロット。普段は大人しい少女だが、任務ではほかの二人に劣らない戦闘能力を発揮する。

## オーブ連合首長国

### アマギ
声 - 千葉進歩
オーブ海軍所属の一尉。
当初はトダカの副官として、オーブ黒海派遣軍の旗艦タケミカズチに乗艦する。黒海、クレタ島沖海戦でタケミカズチは大破し、トダカと一緒に沈み行く艦と運命をともにする意向を申し出るが、逆に「もうその命がないものと思うなら、ほかの将兵を連れてカガリたちのアークエンジェルに移乗し、戦争を終わらせられるよう尽力せよ」と諭されて退艦。救命ボートから多くの将兵とともに、沈みゆくタケミカズチを敬礼で見送る。
その後、覚悟を決めた将兵たちを率いてアークエンジェルに乗艦し、自身はCIC指揮官として、エンジェルダウン作戦やオーブ攻防戦での砲雷の指揮を執る。アークエンジェルがオーブ軍第2宇宙艦隊へ編入後は艦を降り、クサナギに乗艦する。以後、終戦まで副操縦士兼CIC管制官を務め上げる。
小説版にでも役割は本編に準じているが、黒海派遣軍の際にはたびたびユウナに対する激しい憤りが強調されている。フリーダムによるカガリ・ユラ・アスハ拉致の際にはトダカとともにオーブ軍イージス艦に搭乗しており、潜航するアークエンジェルに対する攻撃を具申する場面が追加されている。『FREEDOM』ではクサナギ艦長に就任、ファウンデーションと共闘しているザフトクーデター軍を相手に奮闘する。

### イケヤ、ゴウ、ニシザワ
声 - 望月健一（イケヤ）、小田久史（ゴウ）、高橋裕吾（ニシザワ）
タケミカヅチに所属するムラサメのパイロットたち。階級は全員、一尉。
オーブ黒海派遣軍としてミネルバと戦闘を行い、母艦を撃沈されながらも死んだトダカの意思を継いでアマギらとアークエンジェルに移乗。
デストロイによるヨーロッパの無差別殺戮の際にはカガリのストライクルージュとともに出撃する。息の合った3機の連携攻撃で、デストロイの護衛に付いていたカオスを撃墜。また、ザフト軍によるオペレーション・フューリー（オーブ攻防戦）では、バルトフェルド専用ムラサメに搭乗したキサカとともにカガリの搭乗するアカツキを援護し、シンのデスティニーなどと戦闘を行う。アークエンジェルがオーブ軍第2宇宙艦隊に編入されたあとの配置は不明だが、宇宙に上がってからも終戦までパイロットを務める。
小説版のメサイア攻防戦では、ネオ（ムウ）が搭乗するアカツキとともに戦闘を行うが、ニシザワ機はグフイグナイテッドと斬り合いになった際、機体が損傷する。
『FREEDOM』では、キラやキサカらと共に、ファウンデーションによってアルテミスに捕らわれたラクス・クラインの救出作戦へ参加する。

### ウナト・エマ・セイラン
声 - 松本大
オーブ代表首長となったカガリを補佐する宰相であり、五大氏族セイラン家の当主。ユウナの父親。
実質的にオーブの政治を取り仕切っており、戦争に対して中立の立場を唱えているが、大西洋連邦寄りの政治家であり、息子のユウナとともに世界安全保障条約への締結の際には加盟を主導した。前大戦の英雄として人気が高いカガリを政治家的な能力よりも実権を握るための利用対象として見なしており、ユウナをカガリに政略結婚で嫁がせ、自身の影響力の保持を図ろうとしたが、キラにカガリをさらわれ失敗する。その後、大西洋連邦の要請によりオーブ軍艦隊を地中海に派遣する。
ブルーコスモスの盟主ジブリールをオーブ内に匿い、オーブ攻防戦が開始された際、ジブリールとともにシャトルで脱出するはずだったが、ほかの政府要人とともにシェルター内に避難していたところをジオグーンに突入され、シェルターの崩壊に巻き込まれて死亡する。
小説版では世界が反ロゴスに向かい、オーブ近海に艦隊が並ぶなか、自邸を訪ねてきたジブリールを内心疎みつつ（オーブに関係するロゴス幹部の紹介で顔を合わせたことはあるが、このようなことを頼られるような間柄ではないと記述されている）も、プラントの戦勝によって連合寄りの自身が失脚する可能性や連合軍部を掌握しているジブリールの権力を前になかば屈するかたちで匿っていた。前大戦の戦後処理に携わった政界関係者が引責辞任したため、自身を含め防衛戦経験をもつ官僚が存在しないことや、それまで問題の先送りで政界を渡ってきたゆえに非常時への対処が見つからず狼狽。ザフトと離反した地球連合軍によるオーブ侵攻が始まった際にはそれまでイエスマンだったほかの閣僚から激しく責められており、そのまま軍部への迎撃命令や国民への避難命令を後回しにして、真っ先に行政府地下の対策シェルターに逃げ込むという卑劣な側面も描かれている。
『機動戦士ガンダムSEED C.E.73 Δ ASTRAY』では作戦のためにオーブのファントムペインの駐留を認めつつ、同部隊に対する嫌悪感を見せる。
『SEED DESTINY MSV戦記』では、隠し財産として価値の落ちづらいイリジウムやプラチナのインゴットを相当数所持していたことが判明している。
月刊マガジンZ版では、ジブリールに同行して逃亡しようとしたが、ジブリールに用なしと見なされ、ジブリール側についたオーブ軍人らに暗殺される。

### ソガ
声 - 西前忠久
オーブ軍の一佐。
オーブ攻防戦では、カガリが到着するまで国防本部でユウナの補佐官的職務についていた。カガリが国家反逆罪でのユウナ拘束の命令を受けた際には、ユウナに放って部下たちとともに拘束する。オーブ攻防戦ののちにクサナギ艦長となる大抜擢を受け、メサイア攻防戦では、その沈着な指揮で、ネオ・ジェネシスによる攻撃を免れたオーブ軍艦隊、議長を裏切ったザフト艦隊とともに、レクイエムの破壊に関与し、終戦までその任を務める。

### タツキ・マシマ
声 - 西松和彦
オーブ閣僚のひとり。
世界安全保障条約への加盟の前には、ウナト、ユウナとともにカガリを説得しようとする。
最期は、ウナトら閣僚とともにシェルター内に避難していたときにジオグーンに突入され、シェルターの崩壊に巻き込まれて死亡する。
『SEED DESTINY』時点でのオーブ氏族のマシマ家の当主で、オーブ解放作戦の際に先代当主が死亡したことからその座を引き継いだ。

### トダカ
声 - 一条和矢
オーブ海軍の一佐。
第1話の冒頭で登場。オーブ解放作戦の際に家族を失った直後のシンを保護し、プラントへの移住を勧めている。フリーダムに搭乗したキラが式場からカガリを連れ去った際には、対応は慎重を要することを理由に攻撃は行わずアークエンジェルにカガリを託し潜行する姿を敬礼して見守る。
その後、オーブ黒海派遣軍の司令として空母タケミカズチに乗艦し、スエズ基地を経由して、黒海・クレタ沖海戦でミネルバと戦うが、シンの搭乗するソードインパルスの攻撃によって撃沈される。その際ユウナを壁に叩き付け、撃沈直前に部下に退艦を命令し、アマギらに「志（こころざし）あらばアークエンジェルへ行け」と命令する。シン同様、トダカもまた乗艦を沈めようとする敵機のパイロットが、かつて自分が保護した少年であることを最期まで知らないままであった。『ガンダムSEED FREEDOM』において、建前上マリュー達に乗っ取られたミレニアムを追尾したオーブ軍の将兵が形だけの砲撃を行った際、「百発百外しはトダカ海将仕込みです」というセリフがあり、二階級特進している事が明らかになった。

### 馬場（ババ）
声 - 花田光（テレビ版）、高塚正也（スペシャルエディション）
オーブ軍に所属するムラサメのパイロット。階級は一尉。
オーブが世界安全保障条約に加盟したことを知らずに入国しようとしたアスランのセイバーに対し、緊急発進したムラサメで迎撃する。その後、オーブ黒海派遣軍に配属され、黒海、クレタ島沖海戦でミネルバと戦闘になった際には、部下の多くを失って敗北が確定的となる。そのことを悟った馬場は覚悟を決めてムラサメごとミネルバに特攻し、命と引き換えに副砲の「M10イゾルテ」を破壊する。
ミネルバを攻撃する際に、一度はブリッジに照準を合わせるものの、戦闘停止の介入に来たキラのフリーダムに銃を破壊され、特攻に戦術を変更する。
劇中では、オーブの日系の名前で実際に表記が漢字なのは馬場のみであるが、理由は不明。『DESTINY』の小説版やゲーム『機動戦士ガンダムSEED DESTINY 連合vs.Z.A.F.T.II』では名前がカタカナ表記になっている。

### ユウナ・ロマ・セイラン
声 - 野島健児
ウナトの息子で、セイラン家の跡取り。22歳。
カガリとは親同士が決めた許婚同士。なお、月刊マガジンZ版では、カガリとは「いとこ」の関係にあるが、カガリは養女であるため両者に血縁関係はない。
ユニウスセブン落下テロ事件を受けて、オーブにも大西洋連邦が中心となった地球連合加盟各国との世界安全保障条約への参加を求められ、中立の維持を主張するカガリに対して、ユウナはほかの首長とともに、条約拒否により孤立化、輸出によって成り立っている経済が崩壊することの危険を説き、条約の締結を承諾させる。その後、ミネルバと連合の戦いを見て感情的な物言いをするカガリに対して「国はあなたのオモチャではない」と叱りつける。時を同じくしてカガリとの結婚式を執り行うことを決め、当日は盛大なパレードを行うが、式の最中にフリーダムで乱入してきたキラにカガリを連れ去られる。その際、軍人たちは追跡・攻撃をするどころか、敬礼しつつ見送る。
条約の締結に伴い、ミネルバがオーブを出航した際は、その情報を地球連合軍に提供し、ともにザフト軍を討つべく、総司令官として空母タケミカズチを旗艦とする大艦隊を率いて、黒海での戦闘を指揮する。その際に当面の作戦内容よりも作戦名を気にするなど、軍人としての適性は非常に低いことを露呈する。当初は優勢に戦局を進めていたが、シンのインパルスによって艦隊は次々と撃沈され壊滅。自身はトダカに殴り飛ばされ、部下に抱えられて戦線を離脱する。
その後、ジブリールがオーブに匿われて潜伏しているとして、デュランダルから引渡しを要求されるが、ジブリールよりオーブへの核攻撃を示唆され、また明確な物証がなければ攻撃を受けないとの読みから「そのような人物はオーブ内に存在しない」との声明を発表するが、ザフト側はすでに物証を得ており、声明を無視するかたちでザフトによるオーブ侵攻戦が開始される。攻撃を受けるとは考えていなかったオーブ側は満足な迎撃体制を整えることができず、民間人避難などの対応もなされなかった。この後ユウナは国防本部でオーブ軍の指揮を取るが、戦況は芳しくなかった。アカツキで応援に駆けつけたカガリの来援を喜ぶも、彼女をオーブ国家元首として認めた瞬間に国家反逆罪で逮捕・拘束の命令が出され、その場で殴り倒されて拘束される。そのまま避難用シェルターへと連行されるが、シェルターの入り口付近で隙をつき護送兵を押しのけて逃走を図ろうとしたときに、上空で撃墜されて落下して来たグフイグナイテッドの下敷きとなって死亡する。
小説版ではウナトに対してカガリのことをたびたびフォローしているが、その発言すらもどこか小馬鹿にしたような態度である、失脚時には「あんな小娘に考える力などあるはずがない」と思っているなど、カガリを侮っていることがたびたび強調されている。また、意識的に責任を誰かに押し付けることを常に考えている節があり、クレタでの戦闘中に失敗した場合はトダカに責任を押し付けることを内心で決めており、オペレーション・フューリーでオーブにザフトが侵攻した際にもソガに責任を押し付けようとする。また、失脚時にもカガリがセイラン家にザフトのオーブ侵攻の責任を不当に押し付けようとしていると考えていた。自身を特別な存在であると自負しており、失脚時にはそのことを理解しない兵士たちから逃亡を図るが、その直後に撃墜されたグフが目の前に迫り、死は平等に降り注ぐことを自覚する前に下敷きになり死亡するという結末を迎える。

### 前作からの登場人物（オーブ）

#### カガリ・ユラ・アスハ
声 - 進藤尚美
前作のもうひとりのヒロインで、オーブ連合首長国首長。先代の代表だったウズミ・ナラ・アスハは（義理の）父親であり、前作の主人公であるキラは双子の弟である。

#### エリカ・シモンズ
声 - 柳沢三千代
オーブのモルゲンレーテ社に勤務し、かつてオーブの主力MSだったM1アストレイの主任設計技師を務めた女性。

#### レドニル・キサカ
声 - 千葉一伸
タッシル出身のオーブ軍人で、カガリの部下。

## アークエンジェル / クライン派

### ヒルダ、マーズ、ヘルベルト
クライン派に所属するドムトルーパーのパイロット。3人とも前大戦においてシーゲル・クラインに賛同した旧クライン派のパイロットであり、彼の娘ラクスのために人類の平和な未来を目指して参戦する。黒色のザフトのノーマルスーツ（ヘルメットはザフトに広く普及しているタイプ）を着用してドムトルーパーに搭乗し、3機による連続攻撃「ジェットストリームアタック」を得意とする。各自のドムトルーパーには左肩部と右脚部に識別用のナンバリングが施されており、ヒルダが「003」、ヘルベルトが「004」、マーズが「009」になっている。
平常時もザフトの軍服を着用しており、ヒルダが赤服、ヘルベルトとマーズは緑である。作戦立案はマーズが行い、ヘルベルトがその案を煮詰め、ヒルダが実行リーダーを担当する。
『FREEDOM』では、全員が大尉として「コンパス」のアークエンジェルクルーとなり、ヒルダは量産カラーのギャンシュトローム、残る2名はグレーのゲルググメナースに搭乗する。ファウンデーションの謀略により彼らと交戦状態となった際に、ヘルベルトとマーズはブラックナイトスコード（ブラックナイツ）の分身を使った攻撃を受け戦死。ヒルダは機体を損傷しつつも、イモータルジャスティスを破壊されたシンを救助して離脱する。ファウンデーションとの最終決戦では、インパルスSpec IIに乗り換えたルナマリアからゲルググメナースを譲り受け、シンがデスティニーガンダム Spec IIで発生させた分身の背後に身を隠すジェットストリームアタックの戦法で追随し斬り込む事で、リデラード・トラドールが搭乗するブラックナイトスコード ルドラ（ガーネット）を撃破し、二人の仇を打った。
ヒルダ・ハーケン（Hilda Harken）
声 - 根谷美智子
年齢：22歳（DESTINY）→23歳（FREEDOM）
ザフトレッド。監督である福田己津央はインタビューにおいて、「ヒルダのデザインは眼帯を取ると『機動戦士ガンダム』に登場するマチルダ・アジャンと同じ顔であり、同作品へのオマージュである」と語っている。
『FREEDOM』ではギャンシュトローム(ヒルダ機)とルナマリアから譲り受けたゲルググメナース（宇宙パック仕様）に搭乗。シン・アスカを救援したり。ブラックナイトスコード隊のリデラードを倒す活躍をしている。劇中での階級は少佐。

ヘルベルト・フォン・ラインハルト（Herbert Von Reinhard）
声 - 楠大典
年齢：26歳（DESTINY）→28歳（FREEDOM）
ザフト緑服。福田はインタビューにおいて、ヘルベルトが釘をくわえているのは『機甲戦記ドラグナー』の悪役「グン・ジェム隊」の一員であるガナンのオマージュであると語っている。一方、『機動戦士ガンダムSEED RGB DESTINY』においては、ヘルベルトが釘(同書籍ではボルト)をくわえているのは第1次連合・プラント大戦時に怪我をした際に、鉄を増やすため医者にくわえさせられたためとしている。
『FREEDOM』ではブラックナイトスコード隊のリューとダニエルと対峙し敗北。「これが怪物」と言い残しマーズと共に戦死。マーズ共々テレビシリーズで生き残った人物の中での死亡者となる。劇中での階級は大尉。
マーズ・シメオン（Mars Simeon）
声 - 諏訪部順一
年齢：26歳（DESTINY）→27歳（FREEDOM）
ザフト緑服。前大戦でオーブへ降下した際にザフトの増援と誤認したオーブ軍のMSに照準を向けられ、その直後にラクスの鶴の一声によって命拾いしたという裏設定があるとされる。
『FREEDOM』ではヘルベルト同様にブラックナイトスコード隊のリューとダニエルと対峙し敗北。ヒルダに「すまねぇ姐さん」と言い残し戦死した。劇中での階級は大尉。

### 前作からの登場人物（アークエンジェル / クライン派）

#### キラ・ヤマト
声 - 保志総一朗
前作「機動戦士ガンダムSEED」の主人公で、1年半にもおよぶ戦争を停戦へと導いた英雄機フリーダムのパイロット。

#### アスラン・ザラ
声 - 石田彰
元ザフト軍エースパイロットで、キラの親友。前作に登場した元プラント最高評議会議長パトリック・ザラの息子である。前大戦で多大な悲劇をもたらした大量破壊兵器「ジェネシス」を破壊したジャスティスのパイロット。

#### ラクス・クライン
声 - 田中理恵
前作のヒロインで、プラント国民の間で絶大な人気を誇る歌姫。前作に登場した元プラント最高評議会議長シーゲル・クラインの一人娘であり、キラの恋人。

#### マリュー・ラミアス
声 - 三石琴乃
元地球連合軍の女性士官で、前大戦で三隻同盟の一翼をなした「アークエンジェル」の艦長。本作初登場時では、「マリア・ヴェルネス」の偽名でオーブのモルゲンレーテ社に勤務している。

#### アンドリュー・バルトフェルド
声 - 置鮎龍太郎
前大戦で三隻同盟の一翼をなした「エターナル」の艦長。かつては「砂漠の虎」の異名をもち、元ザフト軍バルトフェルド隊隊長を務めたエースパイロットで、現在はクライン派の一員。

#### アーノルド・ノイマン
声 - 千葉一伸
元地球連合軍の士官で、アークエンジェルの操舵手。

#### コジロー・マードック
声 - 中嶋聡彦
アークエンジェルの整備担当。

#### ダリダ・ローラハ・チャンドラII世
声 - 鳥海勝美
元地球連合軍の下士官で、オペレーター担当。

#### ミリアリア・ハウ
声 - 豊口めぐみ
キラの通っていた工業カレッジの友人で、元アークエンジェルのオペレーター担当。戦後は戦場カメラマンとして各地を回っていたが、ラクスが宇宙に上がったことでみずからの意思で再びアークエンジェル乗艦する。

#### マーチン・ダコスタ
声 - 笹沼晃
元ザフト軍バルトフェルド隊の副官で、現在はクライン派の一員としてラクスやバルトフェルドを補佐する。

#### トリィ
声 - 進藤尚美
幼いころのアスランがキラに贈った鳥型のペットロボット。ライムグリーン色で、「トリィ」という単語の電子音で鳴く。

#### ハロ
声 - 三石琴乃
アスランがラクスに贈った小型の球形ロボット。色や性格が異なる多数の同型機が存在する。発語能力はシンプルで、関西弁や「オマエモナー」など、限られたボキャブラリーで意思表示をする。

## 民間人

### マユ・アスカ
声 - 坂本真綾
シンの亡き妹。
2年前のオーブ解放作戦で、避難中に落とした携帯電話を拾おうと駄々をこねたことが原因で、フリーダムとカラミティによる戦闘の流れ弾に巻き込まれ、両親とともに命を落とした。このとき、携帯を拾うために家族から離れていたシンは偶然生き残ることになった。携帯のメモリーにはマユの声が留守番電話のメッセージとして残っており、シンにとって家族の思い柄をつなぐ大事な形見となっている。

### コニール・アルメタ
声 - 笹本優子
ユーラシア西部・ガルナハンで反連合活動をしているレジスタンスに所属している少女。14歳。アスランからは「ミス・コニール」と呼ばれる。
地球連合の圧政に苦しめられているガルナハンを救うため、連合の陽電子砲台「ローエングリンゲート」の陥落作戦を実行するミネルバとラドル隊に協力。アドバイザーとしてゲートの攻略法を伝える。当初はシンと反発し合い、彼に不信感を抱くが、シンの活躍によって作戦の成功後は和解する。オペレーション・フューリー後、本物のラクスの演説が放映されてデュランダルへの疑惑と不信が論じられるなかで、自身はガルナハンを解放してくれたザフトとデュランダルを支持し、デュランダルのもとにいるラクス（ミーア）こそが本物のラクスだと主張する。『FINAL PLUS』にも出演しており（台詞はない）、陥落するメサイアの様子をテレビ視聴している。